# Oknoplast
Oknoplast è un'azienda polacca fondata nel 1994 a Cracovia, specializzata nella produzione di finestre in PVC, componenti per serramenti, porte, prodotti in alluminio e tapparelle. La sede si trova ad Ochmanów, nella zona industriale situata nei pressi di Cracovia.

## Storia
Oknoplast fu fondata nel 1994 come Oknoplast Kraków Production Company e avviò la produzione di infissi in PVC. Nel 1997 iniziò anche la produzione di serramenti in alluminio.
Nel 2000, l’azienda trasferì la propria sede dalla città di Cracovia alla zona industriale di Ochmanów, nel comune di Niepołomice, dove sviluppò una moderna area produttiva e logistica.
Nel 2005, Oknoplast avviò l’attività di esportazione verso altri mercati europei. Nel 2009 ampliò la propria gamma includendo la produzione di avvolgibili in PVC e alluminio. Nel 2010, modificò ufficialmente la propria denominazione sociale, passando da Oknoplast Kraków Production Company a Oknoplast.
Nel corso degli anni, Oknoplast ampliò la propria offerta attraverso la creazione e l’acquisizione di marchi specializzati in diversi segmenti del settore dei serramenti. Tra questi figurano: WnD, con sede in Polonia, ideato per soddisfare la domanda del mercato economico; Hermet 10, acquisita in Spagna nel 2020, attiva nella produzione di serramenti in PVC e alluminio; Skyvi, fondata nel 2022, focalizzata su pergole e soluzioni outdoor in alluminio; Catadi, introdotta nel 2023, che rappresentò il marchio premium del gruppo, con infissi e sistemi dal design ricercato; infine, nel 2024, Oknoplast integrò Hrachowina, azienda austriaca specializzata nella realizzazione di serramenti in legno.

## Distribuzione
Oknoplast conta attualmente oltre 3.500 showroom distribuiti in Austria, Belgio, Canada, Finlandia, Francia, Germania, Irlanda, Italia, Norvegia, Nuova Zelanda, Polonia, Portogallo, Regno Unito, Repubblica Ceca, Slovacchia, Slovenia, Spagna, Svezia, Svizzera, Ungheria ed USA.

## Stabilimenti
Oknoplast opera oggi con 6 stabilimenti produttivi tra Austria, Polonia e Spagna. La sede centrale si trova a Ochmanów, in un’area industriale di oltre 53.000 m². L’azienda impiega circa 3.200–3.500 dipendenti.
La capacità produttiva annuale è di circa 2,3 milioni di finestre, ovvero circa 5.000 al giorno. La rete commerciale si estende su 21 paesi, con oltre 3.500 showroom. Il mercato italiano è tra i principali per fatturato e capillarità.
Nel 2024 è stato inaugurato a Cracovia un nuovo magazzino automatizzato di 29.558 m³ con una capacità di stoccaggio di oltre 1.800 pallet.